# 테이트

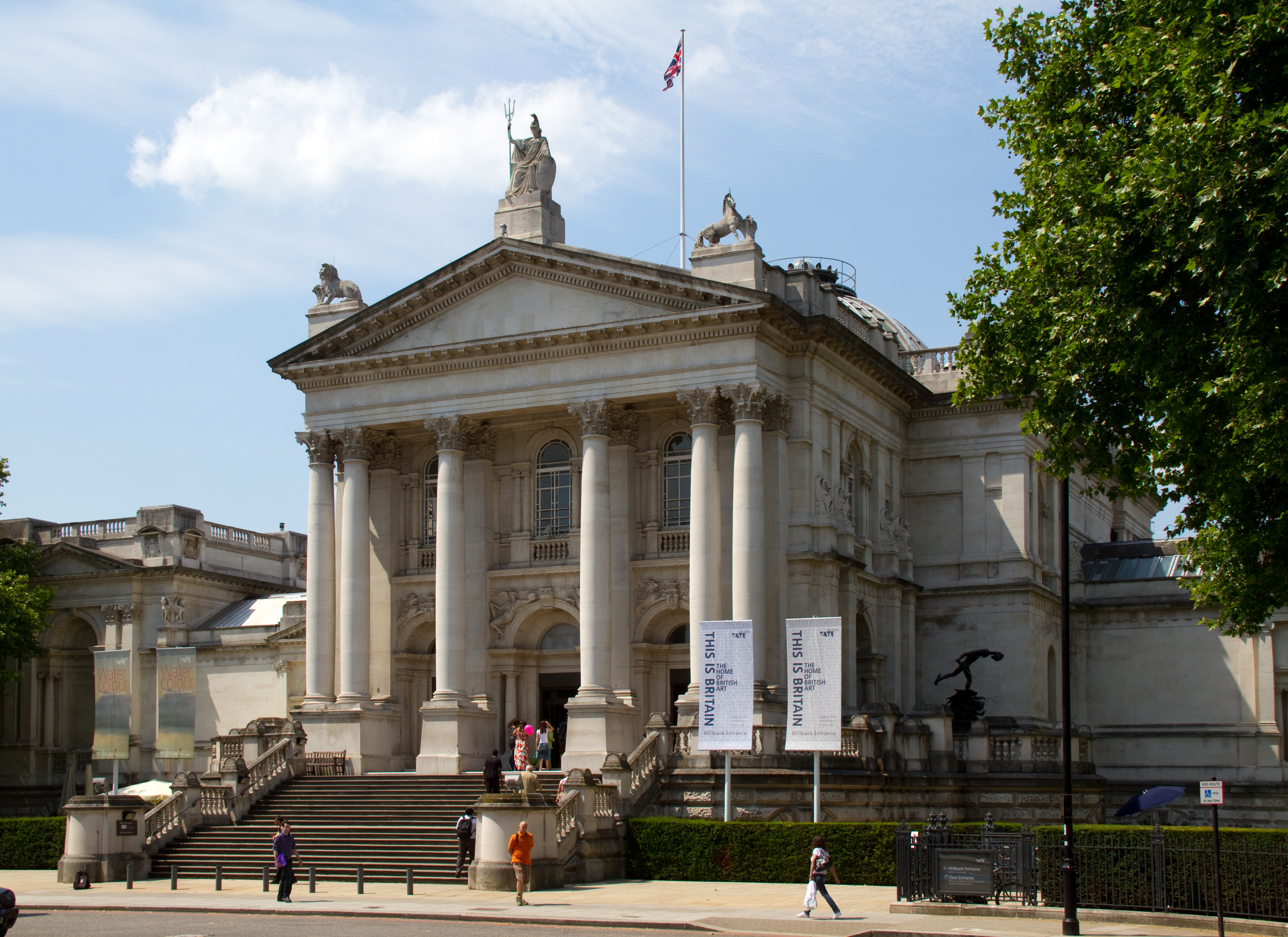
테이트 브리튼

테이트(영어: Tate)는 영국의 미술품들을 소장 및 관리하는 조직으로, 영국 각지에 있는 박물관을 운영한다. 1897년 설립될 당시에는 내셔널 갤러리 오브 브리티시 아트(National Gallery of British Art)라고 하였으며, 1932년에 테이트 갤러리(Tate Gallery)로 개칭하였다. 2000년에 개편하면서 현재의 이름인 테이트로 바꾸었다.
런던의 테이트 브리튼과 테이트 모던, 리버풀의 테이트 리버풀, 세인트아이브스의 테이트 세인트아이브스를 운영한다. 또한, 웹사이트인 테이트 온라인을 운영하고 있다. 테이트는 정부 기관은 아니지만, 문화 미디어 스포츠부의 후원을 받고 있다.

## 같이 보기
- 터너상